# St. Anton (Altenau)

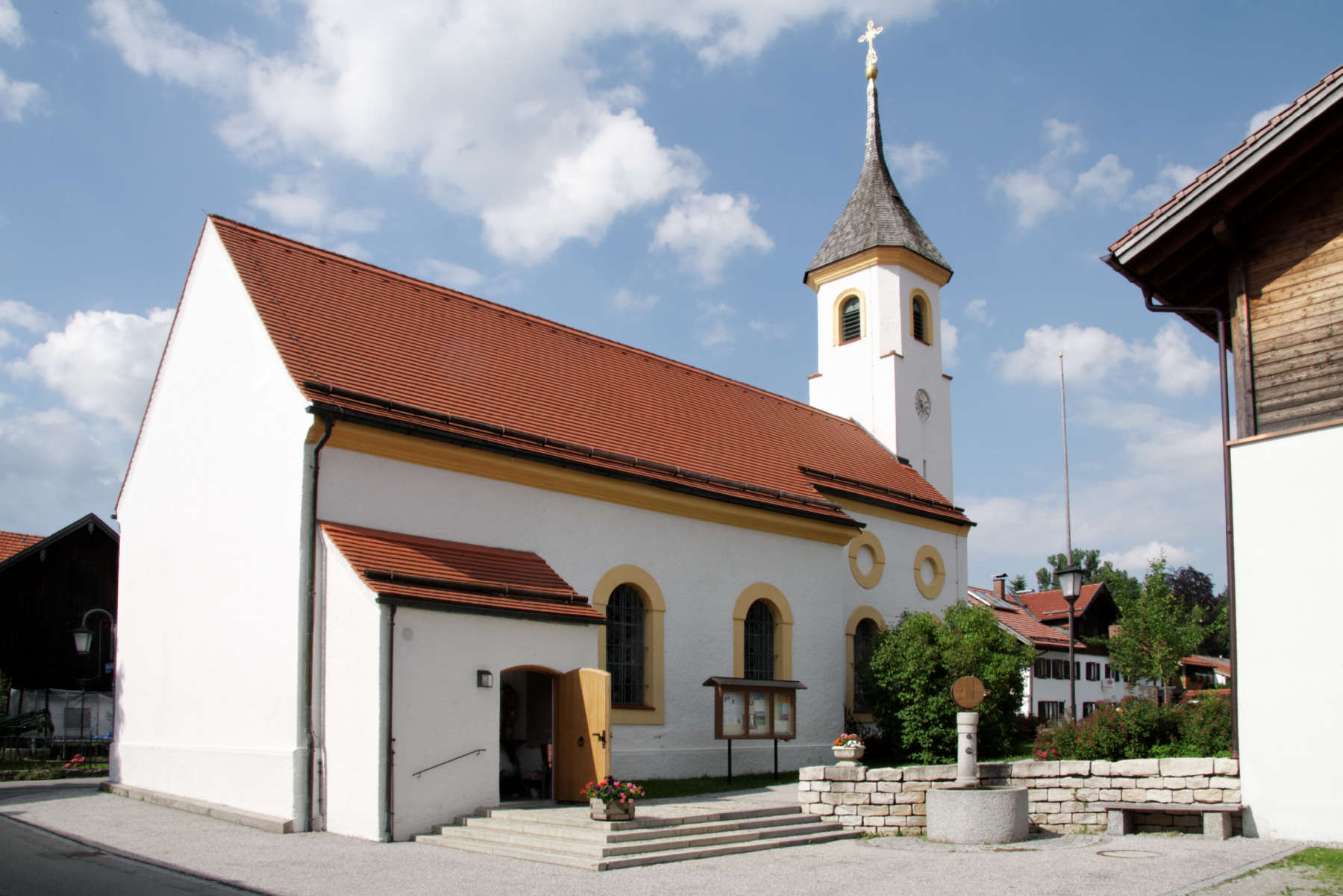
St. Anton, Südseite

St. Anton  ist ein Kirchengebäude der römisch-katholischen Kirche in Altenau, einem Gemeindeteil der oberbayerischen Gemeinde Saulgrub. Die Kirche ist dem heiligen Antonius von Padua gewidmet und dient als Kuratiekirche des Pfarrverbands Bad Kohlgrub im Erzbistum München und Freising. Die Pfarrkirche St. Anton in Saulgrub steht unter Denkmalschutz und ist unter dem Aktenzeichen D-1-80-129-11 in der Denkmalliste des Bayerischen Landesamtes für Denkmalpflege erfasst.

## Lage

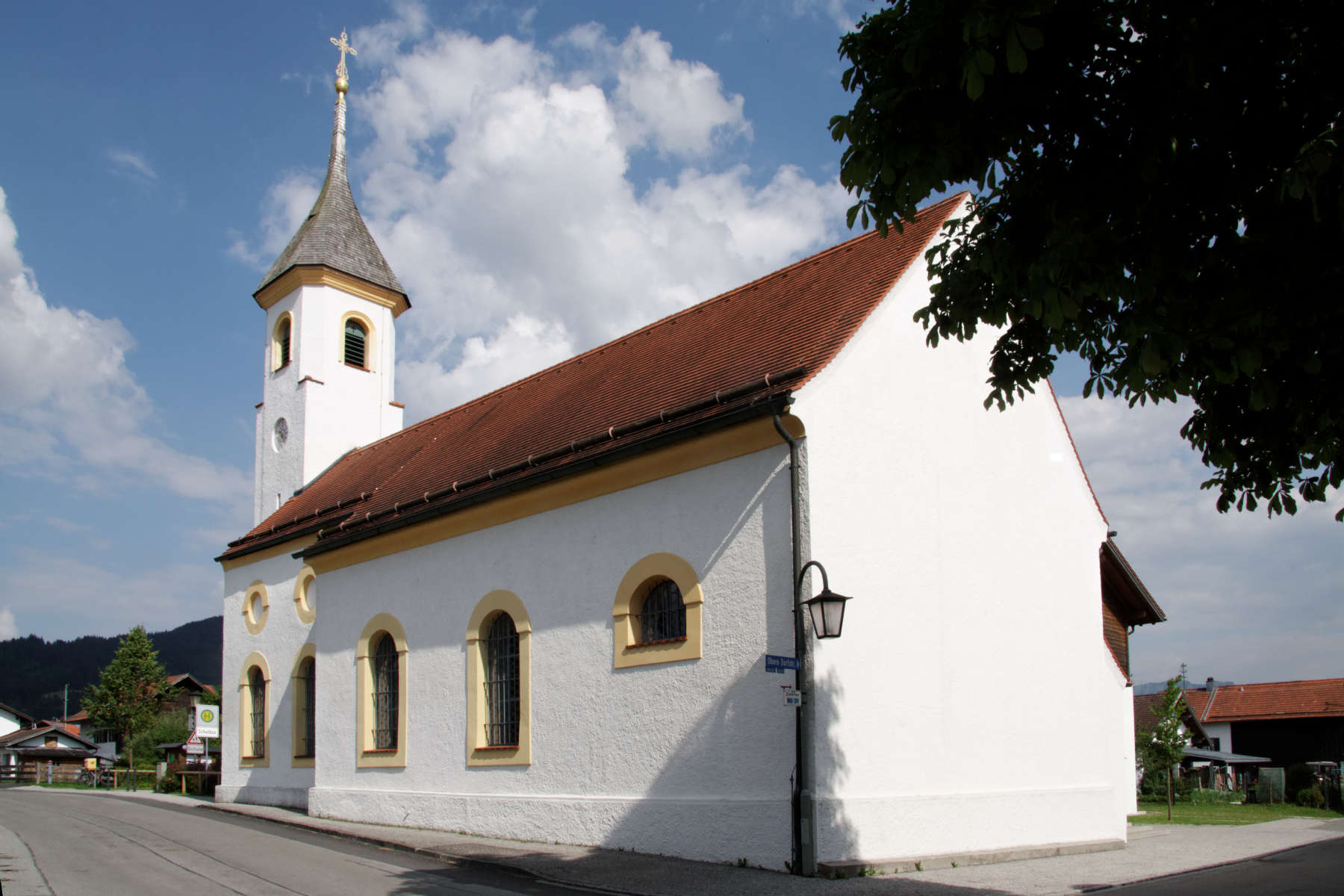
St. Anton, Nordseite

Die Kirche liegt in der Ortsmitte von Altenau südlich der Oberen Dorfstraße in unmittelbarer Nachbarschaft des Schulgebäudes und des Dorfgasthofs. Ihre Orientierung weicht von der idealen Ostung um etwa 20 Grad nach Norden ab.

## Geschichte
Altenau gehörte kirchlich lange Zeit zu Unterammergau. Im Ort selber stand nur eine kleine Kapelle. Schon 1750 gab es Bestrebungen zum Bau einer eigenen Kirche. Jedoch erst 1845 bis 1848 wurde das heute noch bestehende Kirchengebäude errichtet, 1852 wurde es eingeweiht. 
1928 wurde Altenau zur Expositur und erhielt einen eigenen Seelsorger. 1962 wurde Altenau gemeinsam mit Saulgrub zur Kuratie ernannt, 1978 wurde die Kuratie in den Pfarrverband Bad Kohlgrub integriert.
2009 wurde die Kirche grundlegend renoviert. Dabei wurden auch ein Volksaltar, Ambo und Sedilien neu aufgestellt.

## Architektur

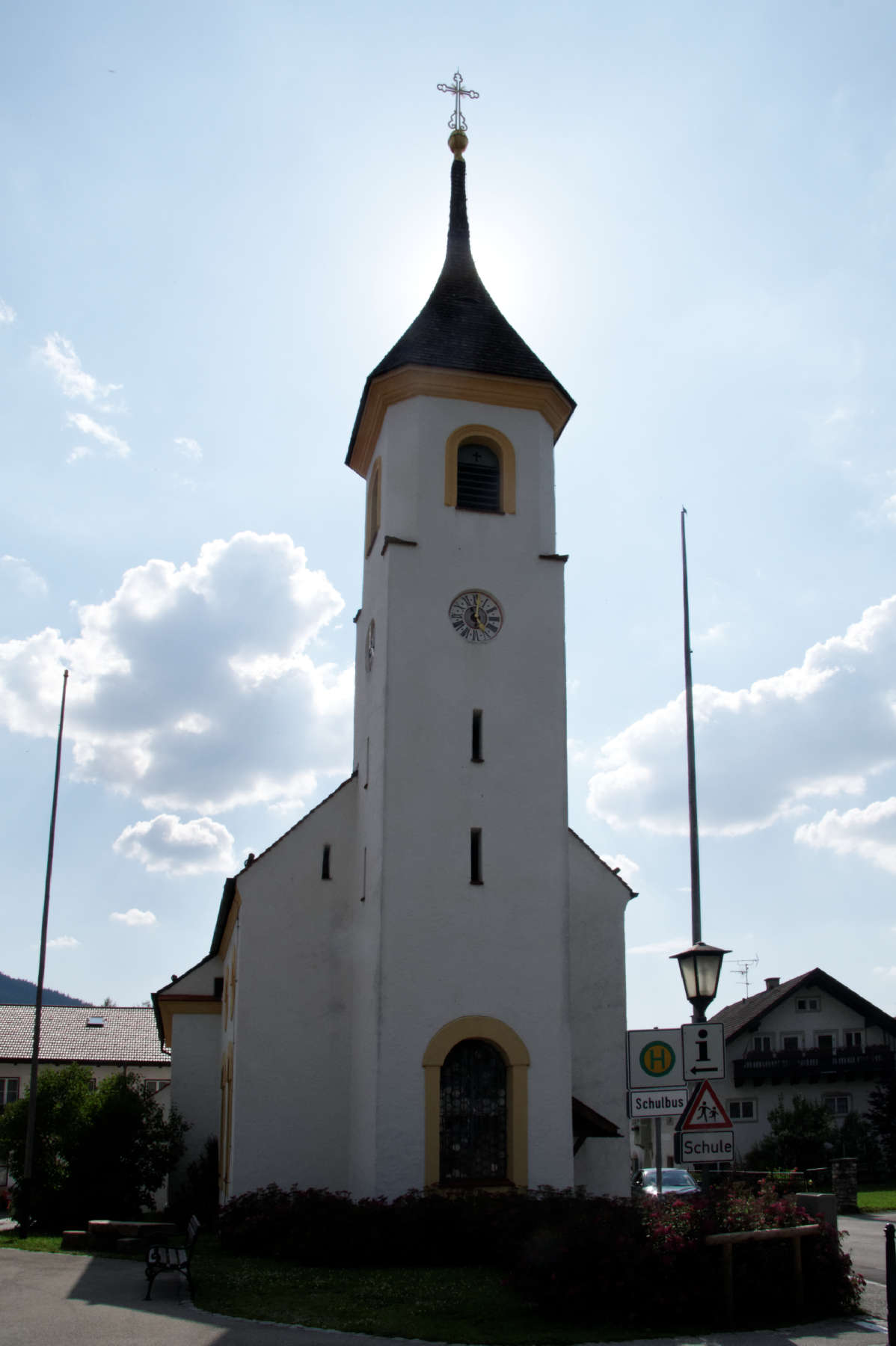
St. Anton, Ostseite

Das Gebäude besteht aus drei Bauteilen. An das 1,90 Meter lange und 8,30 Meter breite Langhaus schließt sich nach Osten ein leicht eingezogener Chortrakt an. Langhaus und Chortrakt haben jeweils zwei Fensterachsen und tragen ein gemeinsames Satteldach. Daran schließt sich nach Osten ein Glockenturm mit quadratischem Grundriss an, dessen Oberteil an den Ecken abgeschrägt ist und ein pyramidenförmiges Zeltdach trägt. Die Turmspitze ist mit einem Kreuz bekrönt. Dem westlichen Ende der Südfassade ist ein kleiner Eingangsvorbau mit Pultdach vorgesetzt. An der Nordseite des Turms führt eine Türe in die Sakristei, die den östlichen Teil des Chortrakts einnimmt.
Im Inneren ist St. Anton eine einschiffige Saalkirche mit Flachdecke. Der eingezogene Chor trägt ein Segmentbogengewölbe und hat einen geraden Abschluss (Kastenchor), in dessen Rückwand beidseitig des Hochaltars je eine Türe in die dahinter liegende Sakristei führt. Entlang der Rückwand erstreckt sich eine hölzerne Orgelempore.

## Ausstattung
Hauptausstattungsstücke sind der Hochaltar und die zwei schräggestellten Seitenaltäre aus der Mitte des 18. Jahrhunderts, die stilistisch an den Klassizismus angelehnt sind. Der Hochaltar ist beidseitig von je einem Säulenpaar begrenzt, die Seitenaltäre von je einer Säule. Zwischen den Säulenpaaren des Hauptaltares stehen die Apostel Petrus und Paulus, das Altarbild zeigt den heiligen Antonius, dem in einer Vision das Jesuskind erscheint. Der barocke Tabernakel wurde erst 1966 hier aufgestellt. In Nischen über den Türen seitlich des Hochaltars steht links eine Statue des Pestheiligen Rochus von Montpellier, rechts des Apostels Johannes. 
Auf dem linken Seitenaltar steht eine Statue der Muttergottes mit Kind, das Altarbild darüber zeigt Jesus und Maria mit dem sterbenden Josef. Auf dem rechten Seitenaltar steht eine Statue des auf sein Herz zeigenden Jesus, darüber steht in einer Altarnische eine Pietà. Die drei Altarretabel enden in einem Gesims, der bei dem Hochaltar durch den runden Abschluss des Altarbilds unterbrochen ist, und über denen sich Rundbögen erheben, die Vasen, Girlanden und Putti tragen.
Volksaltar, Ambo und Sedilien sind in einfachen Formen aus Holz gebildet. An der rechten Seitenwand hängt ein überlebensgroßes barockes Kruzifix. Ihm gegenüber steht auf einem Sockel eine Statue des heiligen Martin von Tours. Ein Kreuzweg ist entlang der Seitenwände von Langhaus und Chor aufgehängt. Auf der rückseitigen Empore steht eine Orgel mit acht Registern von Alois Wölfl aus dem Jahr 1965.